# El Dorado County
El Dorado County is een county in Californië, VS. Het was een van de eerste county's van Californië en werd gevormd in 1850. In 1854 werd een deel van de county aan Amador County gegeven en in 1864 nog een stuk aan Alpine County. El Dorado County heeft zijn naam te danken aan een mysterieuze leider van inheemse Amerikanen die zei dat hij bedekt werd met goud terwijl hij zijn god aanbad. "El Dorado" betekent in het Spaans 'de vergulde'.

## Geografie
De county heeft een totale oppervlakte van 4631 km² (1788 mijl²) waarvan 4431 km² (1711 mijl²) land is en 200 km² (77 mijl²) of 4.32% water is.

### Aangrenzende county's
- Alpine County - zuidoost
- Amador County - zuiden
- Sacramento County - westen
- Placer County - noorden
- Douglas County in Nevada- noordoost

### Steden en dorpen

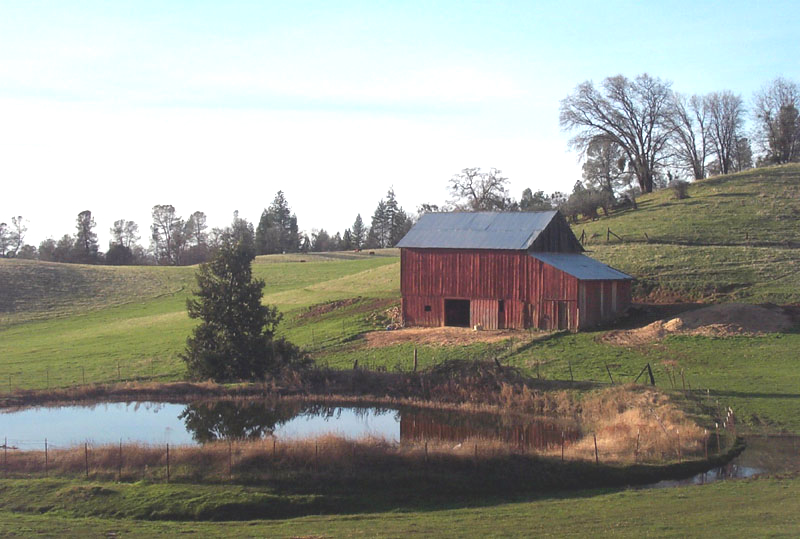
Een beeld van El Dorado county.

- Cameron Park
- Camino
- Diamond Springs
- El Dorado
- El Dorado Hills
- Georgetown
- Grizzly Flats
- Happy Valley
- Mt. Aukum
- Outingdale
- Placerville
- Pollock Pines
- Shingle Springs
- Somerset
- South Lake Tahoe